# Höjdarna (amerikansk TV-serie)
Höjdarna (originaltitel: The Heights), är en amerikansk TV-serie. Singelversionen av seriens ledmotiv How Do You Talk to an Angel, med Jamie Walters som sångare toppade Billboardlistan i november 1992, en vecka efter serien lades ner.
Serien kretsar kring det fiktiva bandet The Heights som mestadels består av medelklassungdomar.

## Rollista i urval
- Alex - Jamie Walters
- Rita - Cherryl Pollack
- Jodie - Tasia Valenza
- Dizzy - Ken Garito
- Hope - Charlotte Ross
- JT - Shawn David Thompson
- Lenny - Zackary Thorne
- Stan - Alex Desert